# 岩田敏
岩田 敏（いわた さとし、1952年1月15日 - ）は、日本の医学者。慶應義塾大学医学部特任教授。

## 略歴・人物
神奈川県足柄下郡湯河原町出身。叔父は慶應義塾大学病院副院長を務めた岩田崇。
1970年慶應義塾高等学校卒業、1976年慶應義塾大学医学部卒業。1985年医学博士（慶應義塾大学）。
国立病院機構霞ヶ浦医療センター小児科医長、国立病院機構東京医療センター統括診療部長、慶應義塾大学医学部感染症学教室教授などを経て、2017年4月より国立がん研究センター中央病院感染症部長、慶應義塾大学特任教授。
日本感染症学会理事などを歴任。

## 備考
東京都武蔵村山市にある岩田小児科医院院長の岩田敏（いわた さとし、1961年 - ）は、よく間違われる別人。小児科およびアレルギー科を専門とする医師である。日本小児科学会認定小児科専門医である点は共通。日本アレルギー学会アレルギー専門医。武蔵村山市立第三小学校、国立学園小学校卒業、私立武蔵中学校卒業、私立武蔵高等学校卒業、東京医科歯科大学医学部卒業、東京医科歯科大学大学院医学研究科修了、医学博士。東京都立墨東病院、国立小児病院小児医療研究センター等を経て現職。父は1951年東京大学医学部卒業（フランス官費留学生）の小児科医・岩田博司。